# Кепушу-Маре
Кепушу-Маре (рум. Căpușu Mare) — село у повіті Клуж в Румунії. Адміністративний центр комуни Кепушу-Маре.
Село розташоване на відстані 340 км на північний захід від Бухареста, 23 км на захід від Клуж-Напоки.

## Населення
За даними перепису населення 2002 року у селі проживали 835 осіб.
Національний склад населення села:
| Національність | Кількість осіб | Відсоток |
| -------------- | -------------- | -------- |
| угорці         | 719            | 86,1%    |
| румуни         | 108            | 12,9%    |
| цигани         | 7              | 0,8%     |

Рідною мовою назвали:
| Мова      | Кількість осіб | Відсоток |
| --------- | -------------- | -------- |
| угорська  | 717            | 85,9%    |
| румунська | 108            | 12,9%    |
| циганська | 7              | 0,8%     |